# Alev Inan
Alev Inan (* 1974) ist Akademische Rätin am Lehrstuhl der Allgemeinen Pädagogik. Seit 2007 lehrt sie an der Universität Passau.

## Leben
In den Fächern Pädagogik, Soziologie und Religionswissenschaft machte Inan 2001 an der Universität Regensburg Diplom, ein Jahr später erweiterte sie ihren Abschluss durch einen Magister in den Fächern Pädagogik und Spanische Literaturwissenschaft. Von 2005 bis 2006 arbeitete Inan am Projekt „Medienanalyse türkischer Zeitungen“ an der Friedrich-Alexander-Universität Erlangen-Nürnberg im Auftrag des Bundesministeriums für Inneres in Österreich mit. Zudem war sie in dieser Zeit als Lehrbeauftragte an der Fachhochschule Regensburg tätig. Zudem war sie von 2005 bis 2008 Wissenschaftliche Mitarbeiterin im Projekt „Islam & Medien“ am Lehrstuhl für Bürgerliches Recht, Internationales Privatrecht und Rechtsvergleich an der Friedrich-Alexander-Universität Erlangen-Nürnberg.
2007 promovierte sie an der Universität Passau mit ihrer Dissertation „Islam goes Internet – Islamische Organisationen im World Wide Web“ zur Dr. phil. Daran anschließend wurde sie Wissenschaftliche Mitarbeiterin am Lehrstuhl für Allgemeine Pädagogik an der Universität Passau, seit 2009 ist sie dort Akademische Rätin.
Ihre Lehr- und Forschungsgebiete sind Medienpädagogik, Interkulturelle Pädagogik, Migrationsforschung, Bildungssoziologie sowie Gesellschaft und Erziehung.

## Schriften
- Inan, Alev (Hrsg.): Jugendliche Lebenswelten in der Mediengesellschaft. Mediale Inszenierung von Jugend und Mediennutzung Jugendlicher. Bad Heilbrunn: Julius Klinkhardt Verlag 2012.
- Inan, Alev: „Facetten der islamischen Internetpräsenz.“ In: Herbert Quandt-Stiftung (Hrsg.): Migration und Medien. 12. Konferenz Trialog der Kulturen. Frankfurt: Societäts-Verlag 2009, S. 116–124.
- Inan, Alev: „Die ‚neuen’ Interpreten des Islam.“ In: Brückner, Matthias / Pink, Johanna (Hrsg.): Von Chatraum bis Cyberjihad. Muslimische Internetnutzung in globaler und lokaler Perspektive. Würzburg: Ergon Verlag 2009, S. 75–94.
- Inan, Alev: „Das Ende der Interkulturellen Pädagogik? Von Grenzziehungen im neuen Wertediskurs.“ In: Gräf, Dennis / Schmöller, Verena (Hrsg.): Grenzen. Konstruktionen und Bedeutungen. Passau: Verlag Karl Stutz 2009, S. 67–86.
- Inan, Alev / König, Andrea (Hrsg.): Medienbildung – Medienalltag. Theologische, pädagogische und interkulturelle Perspektiven. München: Kopäd Verlag 2008.
- Inan, Alev: „Identität und Sprache in bilingualen Foren.“ In: Inan, Alev / König, Andrea (Hrsg.): Medienbildung – Medienalltag. Theologische, pädagogische und interkulturelle Perspektiven. München: Kopäd Verlag 2008, S. 127–146.
- Inan, Alev: „Islamische Vereine im Internet.“ In: Jugendkultur, Religion und Demokratie. Politische Bildung mit jungen Muslimen. Newsletter Nr. 7, Aug. 2008, S. 3–6.
- Inan, Alev: Islam goes Internet. Websites islamischer Organisationen im World Wide Web. Marburg: Tectum Verlag, 2007.